# 96192 Калґарі
96192 Калґарі (96192 Calgary) — астероїд головного поясу, відкритий 6 жовтня 1991 року.
Тіссеранів параметр щодо Юпітера — 3,551.